# معالم المدرستين
معالم المدرستين هو كتاب من تأليف مرتضى العسكري، يبحث عن جذور الاختلاف بين الشيعة وأهل السنّة. كُتب بالعربيّة، وتُرجم إلى الفارسيّة أكثر من مرّة، فمنها ترجمة محمّد جواد الكرمي ومنها ترجمة عطاء محمّد سردارنيا ومنها ترجمة جليل تجليل، وتُرجم أيضاً إلى السواحيليّة، والإندونيسيّة، والأردويّة، والأذريّة.